# NGC 5422
NGC 5422 este o galaxie lenticulară situată în constelația Ursa Mare. A fost descoperită în 14 aprilie 1789 de către William Herschel. Se află la o distanță de 30,8 de megaparseci de Pământ.